# Атанасио Хирардот (стадион)
„Атанасио Хирардот“ е стадион, намиращ се в Меделин, Колумбия.
Открит е на 19 март 1953 г. Има капацитет от 45 087 души. На него се провеждат спортни и културни мероприятия.
Стадионът е наименуван на Атанасио Хирардот, колумбийски революционер, който се сражава заедно със Симон Боливар.

## По-важни събития

### Спорт
Стадионът е домакин на много спортни събития, най-значимите от които са:
- Копа Америка 2001
- Южноамериканските игри през 2010 г.
- Световния шампионат по футбол за младежи през 2011 г.

## Концерти
Стадионът е домакин и на важни музикални събития. От 2012 г. продуцентите набелязват стадиона като място за концерти на ннай-големите международни изпълнители. Поради големият си капацитет и подкрепата на кмета на Меделин, стадионът е определен за по-добро място от „Ел кампин“ в Богота.